# Широколистен папур
Широколистените папури (Typha latifolia) са вид растения от семейство Папурови (Typhaceae).
Таксонът е описан за пръв път от шведския ботаник и зоолог Карл Линей през 1753 година.